# Харлес, Иоганн Христиан
Иоганн Христиан Фридрих Харлес (нем. Johann Christian Harleß; 11 июля 1773, Эрланген — 11 марта 1853, Бонн) — немецкий медик, педагог, профессор патологии и терапии в Боннском университете, доктор медицины (1794).

## Биография
Родился в семье филолога, гуманиста Готлиба Кристофа Харлеса.
Образование получил в Эрлангенском университете, в 1796 году получил звание экстраординарного профессора медицины. С 1801 по 1803 год жил в Италии, где продолжал обучение у Иоганна Петера Франка в университете Павии, затем в 1805 году стал профессором и содиректором клинического института в своём родном городе, в 1818 году получил звание профессора патологии и терапии в Бонне, где и умер 11 марта 1853 года.
Похоронен на Старом кладбище в Бонне.

## Научная деятельность
В 1812 году указал на возможность перерастания острого панкреатита в хроническое воспаление поджелудочной железы. На основе натурфилософии Шеллинга разработал теорию электричества и электрофизиологическую концепцию, а также соответствующую электропатологию.
Издавал вместе с Гуфеландом «Journal der ausländischen medizin. Litterat.». Часть его учёных трудов издана под заглавием «Opera minora academica» (1816).
В 1796 году был избран членом Немецкой академии естествоиспытателей Леопольдина.
В 1815 году избран членом-корреспондентом Гёттингенской академии наук.

## Избранные труды
- Historia physiologiæ sanguinis antiquissimæ (1794)
- Geschichte der Hirn — und Nervenlehre im Alterthum (1801)
- Handbuch der ärzlichen Klinik (1817—1826)
- Die sämmtlichen Heilquellen und Kurbäder des südlichen und mittlern Europas, Westasiens und Nordafrikas (1846—1848)
- Opera minora academica (1815)